# Mylene
Mylene är ett kvinnonamn.

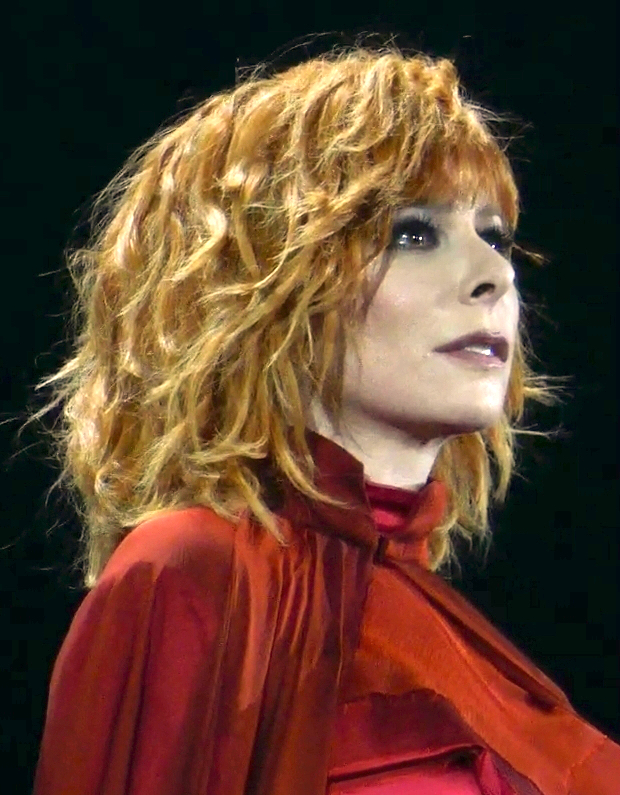
Mylène Farmer, 2019.

I Sverige finns 27 kvinnor som har namnet Mylene. Av dessa har 19 namnet Mylene som tilltalsnamn/förstanamn (2004).
Saknar namnsdag i Sverige.

## Personer med namnet Mylene
- Mylène Farmer